# Чефала Дијана
Чефала Дијана (итал. Cefalà Diana) је насеље у Италији у округу Палермо, региону Сицилија.
Према процени из 2011. у насељу је живело 641 становника. Насеље се налази на надморској висини од 575 м.

## Становништво
Према резултатима пописа становништва 2011. у општини је живело 1.007 становника.
| 1931. | 1936. | 1951. | 1961. | 1971. | 1981. | 1991. | 2001. | 2011. |
| ----- | ----- | ----- | ----- | ----- | ----- | ----- | ----- | ----- |
| 1.090 | 1.145 | 1.191 | 1.063 | 863   | 897   | 1.031 | 992   | 1.007 |